# ФК Козармишлењ

ФК Козармишлењ (мађ. Kozármisleny Sport Égyesület), је мађарски фудбалски клуб. Седиште клуба је у Козармишлења, Мађарска. Боје клуба су бела и плава. Тренутно се такмичи у НБ III.

## Историјат
Спортско друштво је основано 1989. године. Насеље, које је од новембра 2005. године добило титулу великог села, а од 1. јула 2007. године титулу града, цвета заједно са спортским савезом, инфраструктуром за спорт, која је готово јединствена у земљи, и јединственом могућности обуке у региону. Тим има на располагању спортску халу међународног нивоа, као и затворене и велике терене са вештачком травом, травнате терене и затворену трибину. Све ово на модеран начин интегрисано са локалном школом. Тим се стално развија из године у годину, све више и више међу лигашким класама. Фудбалски тим Козармишлењ ШЕ промовисан је у другу лигу 2007. године и завршио је на 7. месту у лиги прве године. Тим је завршио на 8. месту у сезони 2008/09, а затим на 6. месту у сезони 2009/10. Завршили су други у Западној групи у фудбалском првенству Мађарске 2011/12.

## Достигнућа

### Жупанијски
- Жупанијски првак: 2001/02.
- НБ III првак: 2015/16.

## Лигашка такмичења
| Сезона    | Пласман | Ниво   |
| --------- | ------- | ------ |
| 2009-2010 | 6.      | НБ II  |
| 2008-2009 | 8.      | НБ II  |
| 2007-2008 | 7.      | НБ II  |
| 2006-2007 | 1.      | НБ III |
| 2005-2006 | 7.      | НБ III |
| 2004-2005 | 4.      | НБ III |
| 2003-2004 | 10.     | НБ III |
| 2002-2003 | 6.      | НБ III |
| 2001-2002 | 1.      | НБ IV  |
| 2000-2001 | 3.      | НБ IV  |
| 1999-2000 | 4.      | НБ IV  |
| 1998-1999 | 3.      | НБ IV  |